# 대한민국 형법 제355조
대한민국 형법 제355조는 횡령, 배임에 대한 형법각칙의 조문이다.

## 조문
제355조(횡령, 배임) ① 타인의 재물을 보관하는 자가 그 재물을 횡령하거나 그 반환을 거부한 때에는 5년 이하의 징역 또는 1천500만원 이하의 벌금에 처한다. 

②타인의 사무를 처리하는 자가 그 임무에 위배하는 행위로써 재산상의 이익을 취득하거나 제삼자로 하여금 이를 취득하게 하여 본인에게 손해를 가한 때에도 전항의 형과 같다.

第355條(橫領, 背任) ① 他人의 財物을 保管하는 者가 그 財物을 橫領하거나 그 返還을 拒否한 때에는 5年 以下의 懲役 또는 1千500萬원 以下의 罰金에 處한다. 

②他人의 事務를 處理하는 者가 그 任務에 違背하는 行爲로써 財産上의 利益을 取得하거나 第三者로 하여금 이를 取得하게 하여 本人에게 損害를 加한 때에도 前項의 刑과 같다.

## 판례

### 횡령행위의 의미
- 횡령죄는 타인의 재물을 보관하는 자가 그 재물을 횡령하는 경우에 성립하는 범죄이고, 횡령죄의 구성요건으로서의 횡령행위란 불법영득의사를 실현하는 일체의 행위를 말하는 것으로서 불법영득의사가 외부에 인식될 수 있는 객관적 행위가 있을 때 횡령죄가 성립한다[1]

### 배임죄의 주체

#### 법인의 경우-자연인인 대표기관
- 형법 제355조 제2항의 배임죄에 있어서 타인의 사무를 처리할 의무의 주체가 법인이 되는 경우라도 법인은 다만 사법상의 의무주체가 될 뿐 범죄능력이 없는 것이며 그 타인의 사무는 법인을 대표하는 자연인인 대표기관의 의사결정에 따른 대표행위에 의하여 실현될 수 밖에 없어 그 대표기관은 마땅히 법인이 타인에 대하여 부담하고 있는 의무내용 대로 사무를 처리할 임무가 있다 할 것이므로 법인이 처리할 의무를 지는 타인의 사무에 관하여는 법인이 배임죄의 주체가 될 수 없고 그 법인을 대표하여 사무를 처리하는 자연인인 대표기관이 바로 타인의 사무를 처리하는 자 즉 배임죄의 주체가 된다[2]

## 같이 보기
- 횡령죄
- 배임죄
- 특정경제범죄 가중처벌 등에 관한 법률